# 西音松
西 音松（にし おとまつ、1897年（明治30年）1月1日 - 1983年（昭和58年）1月1日）は、日本の和食料理人。西園寺公望のお抱え料理長、佐藤栄作や池田勇人など歴代首相の料理番を務め、「食の伝説」、「伝説の料理人」、「西の横綱」と言われた。新橋にあった京料理店「京味」亭主・西健一郎は、7人兄弟5番目の4男。

## 来歴
三重県伊賀に生まれ、14歳で京都西陣の料亭「万治家」に入ったのが料理人道のはじまり。それから南禅寺の料亭「瓢亭」に移って20年間包丁を握った。生前のインタビューで「出たり入ったりでした。いやになったら飛び出すし、包丁1本で満洲の大連まで飛んだこともあります」と答えている。瓢亭14代当主の高橋英一が子どものころの思い出として、「ある朝、いつものように調理場を駆けまわっていた時、水嚢（すいのう）を支えていた竹にズボンの裾がひっかかり、せっかく水切りしたもの（出汁）がちゃぽんと落ちてしまい、馬鹿もん！と大声が飛んできた」と語っており、「西音松さんにこっぴどく怒られたのが、私と出汁の最初の出会いでした」と当時を振り返っている。
1931年（昭和6年）、34歳のとき（静岡県興津の坐漁荘にいたとき）に元内閣総理大臣の西園寺公望のお抱え料理長となり、毎日違った献立を3年ほど作り続けた。西園寺の朝は、盃一杯の玄米を茶碗一杯の粥にするのがならわし。米が割れているとだめで、一粒ずつピカピカしていないと食べなかった。その時のことを「米をつぶさないよう炊くために2時間はかかった。神経使ってくたびれた。3年ほどでやめましたわ」と西は話している。ほかに料理人はたくさんいても西園寺の料理を作るのは音松一人で、息子の健一郎に「顔の変わらない方に365日料理を作るゆうのはどれだけ大変か。おまえなんかにはできない」と話している。
そのころから「食の伝説」と謳われはじめ、1940年（昭和15年）に神武天皇即位紀元2600年を祝って食通の旦那衆の推賞で組まれた「料理人番付」では「西の横綱」として名が記された。のちに佐藤栄作や池田勇人など歴代首相の料理番も務めた。
それから京都蹴上にある都ホテルに移り、やがて戦争が激しくなって妻の実家がある京都府亀岡市薭田野町上佐伯に疎開。疎開中、家族は畑でネギやキュウリ、ナス、トマトなどを作って自給自足の生活を送った。音松が都ホテルで働いていた10年は、亀岡市に帰ってくるのは月に1回ほどだった。当時のことを健一郎は「怖いおっさんが帰ってきた、と思って隠れたぐらいで、しゃべることはほとんどなかった」と話している。
戦後、是非にと請われて東京都赤坂の料亭「たん熊」へ。1年の約束が3年となり、そのことを「いったん店に入れば、客がつくまでは責任を持って勤める。それが料理人の仁義というもんや」とインタビューで応えている。
たん熊で料理の道に区切りをつけようと思っていたところ、滋賀県雄琴の料亭「法月」から猛烈なアタックがあり、7年勤めた。以後、亀岡市に定着した。
第一線から退くも食に挑む姿勢は変わらず、「（健一郎へ）送るのに便利」を理由に佃煮のびん詰を作りながら自分の味を追求していた。そのころ作っていたのは、丹波産の松茸や栗、琵琶湖堅田のゴリ、篠山産の黒豆、山菜などの食材を使った佃煮や甘露煮など。はじめは親心から息子・健一郎がいる京味の突き出しのつもりで作っていたが、客からの要望で小売もはじめ、1959年（昭和34年）に薭田野町佐伯に「西佃煮店」を開業した。
以下、開業当時に店頭に並んだ品の一部
- さんしょうこぶ
- こぶ巻き
- お茶漬けわらび
- 茶漬けふき
- たてぼししぐれ煮
- くり渋皮煮
- ぶどう豆
- たけのこ甘煮
- しいたけごま煮
- つくし松前煮
- お茶漬けいわし
- もろこ甘煮
- 小あゆ佃煮
- 子持ちあゆの佃煮

インタビューで「佃煮のびん詰？ええ加減なもんですわ。自分だけの味や。客に言われても味は変えん。味付けは難しいもの、教えてできるものやない。それにインスタントからりの今の若いもんには無理や。わしの若い頃は自分で材料買って勉強したもんや。その材料をムダにしてムダにしてはじめてわかってくる。テレビの料理番組や本を見て料理ができるか、アホ」と答えている。西佃煮店に出入りしていた醤油屋の職人が「こんな味はあかん！と叱られました。この人に叱られると、はじめて一人前と認めてもらえたことになるのです」と話している。また、お客にオススメを聞かれ、「うちに不味いものは置いてない」と厳しく言うこともあった。西佃煮店を継いだ3女の西末子は「お茶漬けいわし、ぶどう豆、牛肉しぐれ煮の三種類を教わったところで亡くなった」、「圧力ガマを使えば早いのに―という人もいますが、やはり大鍋でないとと、頑固でしたから」とインタビューに答えている。
音松の孫で西佃煮店の三代目店主は、周囲が思う怖い印象の職人ではなく、「いつも遊んでくれました。やさしくてかっこいいおじいちゃん」と話し、その姉は「美味しいものを常に求めてステーキなんかも食べるから、老いている感じがしなかった。オシャレもするし、背筋が伸びてかっこいいおじいちゃんでした」と音松のことを話している。
健一郎が「京味」を開いて3年目、「まだまだ子どもだ」と父音松が言っていることを、知人から聞かされた。この言葉を聞いた健一郎は「食通の人たちに料理を出すにはまだ未熟」という気づきや、「周りの板前さんからおまえの親父さんにこういうもん習った、これ教えてもろてきたとあちこちで聞かされて、私が知らないのにほかの人が親父の技術を知っているっちゅうのも、これ、ちょっと癪だなあと」という思いで、父のもとを駆けつけて「料理を教えてください」と両手をついて頼んだ。音松は何も言わず、黙って横を向いていた。同席していた伯父は「お前、ほんとに勉強する気になったんだろ？そうやろ？」と問い、健一郎は「はい」と答えた。そこに母親が「お父さん、ええかげんに少しぐらいは手伝ってやったらどうですか」と後押しをした。
音松が東京に来た日のことを作家の平岩弓枝に聞かれた健一郎は「その時は、東京へ来てくれるのかくれないのか分かりませんでしたけど、とりあえず新幹線の切符を置いてきました。指定列車の到着時間にホームへ行ったら、なんかこう、うるさそうなじいさんがよろよろ降りてきた。黙って荷物下げて、難しそうな顔してましたがな」「東京駅からタクシーで店まで行ったんですが、その中でもひと言もしゃべらない。ところが店へ着くと、すぐに着替えて調理場に入り、コツコツやりだしましたね。田舎から持ってきた野菜やら何やらを使って黙々と作りだしたので、私は脇で見ながら手伝いました。愕然としましたね。私のレベルじゃあ、とてもじゃないけど太刀打ちできない」と話している。
それから音松が亡くなるまでの10年、毎月1日から15日までを健一郎と京味で仕事を共にした。音松は東京に行く度に、びん詰にしてツクシや山菜などを届けた。
1983年（昭和58年）1月1日に音松死去。この日が健一郎にとって唯一仕事を休んだ日となった。

## 料理に対する姿勢
- 焚く名人
音松は、「焚く（煮る）名人」と呼ばれていた。若い料理人が煮物を見せると、鍋の中の色をパッと見るだけで味も見ようせず「ま、火にかけたら焚けるわ」と答えるだけだったという[9]。
- 地味な料理
音松の作った料理は、手間の量に対して地味。「わての料理は自分でも素っ気ないと思うほど地味や。どないしても飾り立てる気がせえへん」と話しており、「変わったもんと、美味しいもんは違う」というのが口癖だった[1]。「見た目も味のうちだが、食べておいしいが一番や」を信条とし、食べられない飾りや食べる時に困る飾り付けを嫌い、どんなあしらいでも意味を持たせて使った。料理書『味で勝負や 美味い昔の京料理』のなかで、見た目や趣向に凝りだした食文化に対して「あれはいかん。ハッタリや。お客さんをごまかしているようなもんや」「見えんとこに手をかけるてなことは、若い人はしらへん」などと何度も異を唱えている[10]。舟盛りの造りに飾られるダイコンの千切り（つま）に対しても「まともな職人のするっことやない。盛り付けでビックリさせたろ、いうコンタンが見え透いてるがな」と言い、「やっぱり、目に見えんとこへ心をこめんことにはホンマにおいしい料理はできるもんやないと、ワテは思う。どうどすやろ」と問いかけている[10]。
- 季節のケジメ
戦後、交通や輸送が便利になるなかで、全国各地や海外の食材が身近に手に入るようになってきた。そんななか音松は「季節のケジメがつかへん」「地方色が消えてもた」とぼやき、「日本料理から季節感を取ってしもうたら、あとに何が残るやろ」と危機感をあらわにしていた[1]。健一郎が桜餅からヒントを得て「春だから」と桜蒸しに海老を詰めていたところ、音松は「海老のような単純なもんはあかん。外側が明るいんだから、中はグジみたいな華のあるものを入れなさい」と珍しく助言している[5]。

- あるものを使う
「今日は〇〇がないんだけど」と言った健一郎に対して「あるものを使うのが料理人や」とたしなめている。また、「いい食材は誰がやっても美味しい。安いものに手をかけないで何に手をかける」や「今、ここにあるものを最大限生かして作れるのが料理人だ」と言っている[5]。余りものを捨てたときは大変な怒りようで、音松の料理は余ったものを捨てることなく見事に使い切ったという[1]。「ただもったいないから食べちゃおうというのではなく、アイデアを生かして大事に使う。はじかみ（生姜）の皮も剥いて捨てるんじゃなく、きちんとゆでてジャコなどと炊いてあしらいにしたり」、「余りものを食べてしまったらバカ野郎！の一つですみますが、モノを捨てたら、それはもう大変で」と健一郎は話している[5]。料理漫画『美味しんぼ』で、ショウガの皮やナスのへたなどを使った音松の料理が紹介されている[11]。
- 教えてできるものやない
音松は、始めから教えを請う若者が増えるなかで「それでは身にしみて分かったことにはならん」と危惧していた。一線を離れてびん詰めを作っていたころ、生きているうちに味付けの秘訣を学ぼうと訪ねて来る料理人に対して、「味付けは教えてできるものやない」「食材をムダにして、悔しいと思い、はじめからやりなおす」「中には分量や時間を細かく説明せなならんもんもあるけど、ほんまにおいしい料理を作るんは自分の舌や」「テレビ番組や本を見て料理はできない」と喝を入れた[1]。そうやって音松に叱られながら育てられた料理人は100人を超す。健一郎も音松と向き合った10年間、何も言わずただ料理をつくる父の仕事の一つ一つに目を凝らして技を盗んだ[1]。音松は帳面を書くことは一度もなく、頭に入った知識をその都度取り出して食材と向かい合っていた。「若いときは本なんちゅうものはないし、上の人に聞いても何も教えてもらえなんだ」と言う。料理書『味で勝負や 美味い昔の京料理』の中にある春の献立では、ウスターソースやバターを使った料理が紹介されており、こだわりのない自由な発想で味を引き出していたことがうかがえる[10][1]。

## 書籍・連載
- 『西音松 味で勝負や 美味い昔の京料理』（鎌倉書房、1983年）
西音松が残した唯一の本。没後の1983年（昭和58年）10月に発行された。季刊誌『四季の味』で5年間21回連載した「昔の職人仕事」をまとめたもの。春・夏・秋・冬の四季別の18の献立と一品料理14品、計168品が音松の語り（森須滋郎の聞き取り）や料理と器の写真と共に紹介されているだけで、味付けなどのレシピは一切書かれていない[10]。料理の撮影や取材は「京味」で行われた。

健一郎が『造り－魚とその扱い』（柴田書店、1981年）を出版した際、音松は「あまり本を作ったらいかんぞ、人間、頭を使わんようなってバカになる」とたしなめている。

## 西健一郎に伝えた言葉
- 安いもんほど手をかけろ。いい食材は誰がやっても美味しい。安いものに手をかけないで何に手をかける[5]。
- いま、目の前にあるもんで作るのが料理人や[4]。
- お前、同じお客様は一周間に多くても2回しか来ないじゃないか[5]。
- おまえはいつも変わってるもん作れゆうけど、材料も見ないのにわかるかっ[5]。
- 変わったもんと、うまいもんは違う[5]。
- あんまり本を作ったらいかんぞ。みんな勉強せんようになるから[9]。
- お前はアホじゃ。味は心だ。そんなに簡単に人に教えられるもんやない[12]。
- 料理人は極道な仕事やが、人格は磨かなあかん。まずそれだけの人間になることや[2]。
- これでいいちゅうのはひとつもない。それをいうのは死ぬ時や[4]。
- 口に入れないでずっと見てるもんなら、これでええけどな[13]。
- 安い物売ったらあかん。高うてもええ味を売れば、それだけの客がつくもんや。味一本でいけ[2]。
- おまえの倍ほど飯食ってる[8]。
- 勝負事はやめとけ[8]。